# Schlichenreuth
Schlichenreuth ist ein Gemeindeteil der Stadt Gräfenberg im Landkreis Forchheim (Oberfranken, Bayern).

## Geografie
Der Weiler liegt im Nordwesten der naturräumlichen Landschaftseinheit Gräfenberger Flächenalb etwa fünf Kilometer westnordwestlich von Gräfenberg auf einer Höhe von 437 m ü. NHN.

## Geschichte
Die Hochgerichtsbarkeit in Schlichenreuth wurde bis zum Ende des Heiligen Römischen Reiches Deutscher Nation von dem zur Reichsstadt Nürnberg gehörenden Pflegamt Hiltpoltstein ausgeübt, die Dorf- und Gemeindeherrschaft hatten die reichsunmittelbaren Freiherren von Egloffstein-Egloffstein, die auch die Grundherrschaft über alle fünf Anwesen des Ortes besaßen. Anfang des 19. Jahrhunderts gelangte der Ort in den Besitz des Königreichs Bayern.
Durch die Verwaltungsreformen zu Beginn des 19. Jahrhunderts im Königreich Bayern wurde Schlichenreuth mit dem Zweiten Gemeindeedikt im Jahr 1818 zum Bestandteil der Ruralgemeinde Walkersbrunn. Im Zuge der Gebietsreform in Bayern wurde Schlichenreuth am 1. Juli 1976 in die Stadt Gräfenberg eingemeindet.

## Verkehr
Die Anbindung an das öffentliche Straßennetz wird durch zwei Gemeindeverbindungsstraßen hergestellt, die Schlichenreuth mit der etwa einen halben Kilometer südwestlich des Ortes vorbeiführenden Staatsstraße 2236 verbinden.

## Baudenkmäler

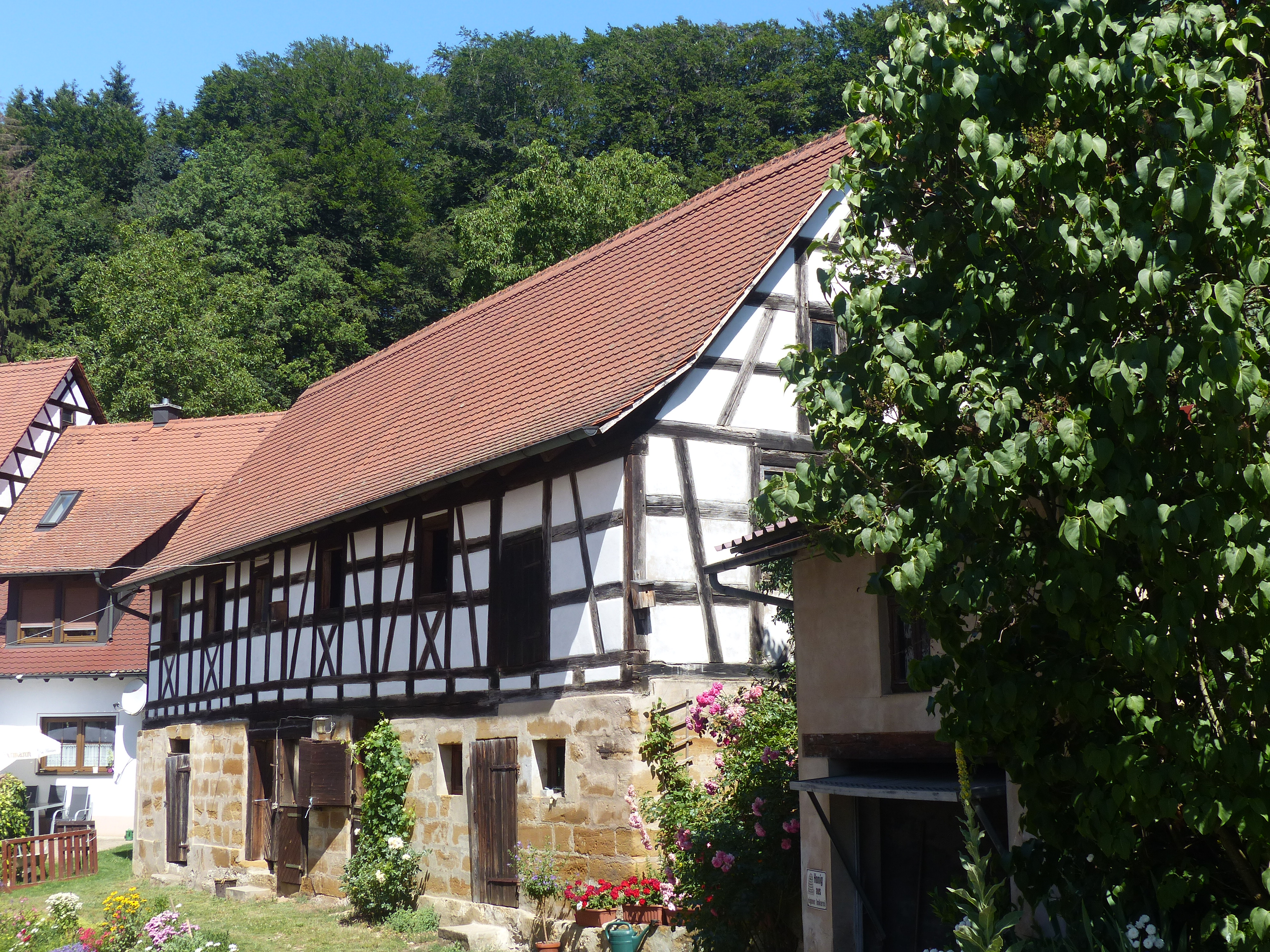
Aus dem 18. Jahrhundert stammender Pferdestall

In Schlichenreuth befinden sich zwei denkmalgeschützte Objekte, darunter ein Anwesen mit einem Pferdestall.